# Mihály Pataki
Mihály Pataki (genannt Pityke, * 7. Dezember 1893 in Budapest; † 28. November 1977 ebenda) war ein ungarischer Fußballspieler und -trainer.

## Spielerkarriere

### Verein
Pataki kam im VIII. Budapester Bezirk (Józsefváros) zur Welt. Im Jahr 1908 begann er in der Jugendmannschaft von Ferencváros Budapest mit dem Fußballspielen. Sein Debüt in der höchsten ungarischen Spielklasse, der Nemzeti Bajnokság, gab er am 12. September 1910 im Alter von 17 Jahren gegen Nemzeti SC und erzielte dabei auf Anhieb zwei Tore. In seinen ersten drei Spielzeiten bei Ferencváros gewann Pataki drei Ungarische Meisterschaften und 1913 den Ungarischen Pokal.
Der Mittelstürmer entwickelte sich zur Stütze seiner Mannschaft, war Spielführer und regelmäßig bester Saisontorschütze des FTC. Bis 1927 absolvierte Pataki wettbewerbsübergreifend etwa 380 Spiele, erzielte dabei ca. 280 Tore und gewann insgesamt fünfmal die Ungarische Meisterschaft und dreimal den Pokal.
Seine Karriere bei Ferencváros beinhaltete zwei Unterbrechungen. Von 1914 bis 1916 ruhte in Ungarn der Spielbetrieb wegen des Ersten Weltkriegs; Pataki konnte erst im Juni 1918 wieder ins Spielgeschehen eingreifen, da er sich bis Ende Mai 1918 in Kriegsgefangenschaft befunden hatte. Im Sommer 1920 stellte ein deutscher Geschäftsmann ein ungarisches Profiteam zusammen, das gegen eine deutsche Berufsspielermannschaft antreten und auf eine einjährige Deutschland- und Europatournee gehen sollte. Pataki schloss sich diesem Unternehmen gemeinsam mit einigen anderen Nationalspielern wie Gyula Feldmann, Ferenc Plattkó, József Viola, József Ging und Sándor Nemes an. Die Tournee wurde nach wenigen Wochen mangels Erfolgs abgebrochen und die Spieler mussten ihre ausstehenden Gehälter einklagen. Pataki wurde vom Verband wegen zur damaligen Zeit verbotenem Berufsspielertums suspendiert und erhieltet seinen Amateurstatus und die damit verbundene Spielerlaubnis für Ferencváros erst im Frühjahr 1921 zurück.
Erst zur Saison 1926/27 wurde in Ungarn der Profifußball eingeführt, Pataki blieb dennoch bis zum Ende seiner Laufbahn ein Jahr später Amateur. Bei kühlem und regnerischem Wetter war er fiel er oft durch seine weißen Handschuhe auf, die er trug, um seine Finger zu schützen, da er gern Geige spielte.

### Nationalmannschaft
Mihály Pataki bestritt zwischen 1912 und 1927 24 Länderspiele für Ungarn und erzielte dabei 21 Tore. Er war Mitglied der Mannschaft, die bei den Olympischen Sommerspielen 1912 in Stockholm unter Ede Herczog den fünften Platz belegte.
Sein Debüt feierte Pataki 18-jährig bei einem Freundschaftsspiel gegen Schweden am 20. Juni 1920 kurz vor den Olympischen Spielen, das auf dem Valhalla idrottsplats in Göteborg 2:2 endete. Hierbei gelang ihm mit dem 2:2 in der 58. Spielminute sein erstes Länderspieltor. Beim Olympischen Fußballturnier bestritt er das Viertelfinale gegen Großbritannien, das Ungarn mit 0:7 verlor, sowie das mit 3:0 gegen Österreich gewonnene Finale der Trostrunde.
Sein letztes Spiel im ungarischen Nationaldress absolvierte Pataki am 24. April 1927 unter Gyula Kiss beim Freundschaftsspiel gegen die Tschechoslowakei. Die Partie im Letná-Stadion in Prag endete mit 4:1 für die Gastgeber.

## Trainerkarriere
Nach seinem Rücktritt vom aktiven Fußball im Jahr 1927 arbeitete Pataki bis 1944 in einer enger Zusammenarbeit mit dem Vereinspräsidenten Béla Mailinger in unterschiedlichen Positionen bei Ferencváros. Mit der Erfahrung seiner fast zwanzigjährigen Spielerlaufbahn unterstützte er verschiedene Cheftrainer, darunter Zoltán Blum beim Gewinn der Meisterschaft 1931/32, die der FTC mit 22 Siegen in 22 Spielen abschloss. Ende der 1930er Jahre begann Ferencváros auf seinen Vorschlag hin, im WM-System zu spielen, womit man 1940/41 unter Trainer Lajos Dimény Meister wurde.
Im Jahr 1930 betreute Pataki außerdem für drei Spiele die ungarische Nationalmannschaft. Er kam dabei auf zwei Unentschieden (gegen die Schweiz und die Tschechoslowakei) sowie eine Niederlage (gegen Italien).
Mihály Pataki starb im November 1977 im Alter von 83 Jahren in seiner Heimatstadt Budapest.

## Erfolge
- Ungarischer Meister: 1910/11, 1911/12, 1912/13, 1925/26, 1926/27
- Ungarischer Pokalsieger: 1912/13, 1921/22, 1926/27